# Лунгань (комуна)
Лунгань, Лунгані (рум. Lungani) — комуна у повіті Ясси в Румунії. До складу комуни входять такі села (дані про населення за 2002 рік):
- Гоєшть (1062 особи)
- Змеу (1483 особи)
- Круча (1539 осіб)
- Лунгань (977 осіб)

Комуна розташована на відстані 316 км на північ від Бухареста, 34 км на захід від Ясс.

## Населення
За даними перепису населення 2002 року у комуні проживала 5061 особа.
Національний склад населення комуни:
| Національність | Кількість осіб | Відсоток |
| -------------- | -------------- | -------- |
| румуни         | 3659           | 72,3%    |
| цигани         | 1402           | 27,7%    |

Рідною мовою назвали:
| Мова      | Кількість осіб | Відсоток |
| --------- | -------------- | -------- |
| румунська | 3669           | 72,5%    |
| циганська | 1391           | 27,5%    |
| угорська  | 1              | < 0,1%   |

Склад населення комуни за віросповіданням:
| Релігія        | Кількість осіб | Відсоток |
| -------------- | -------------- | -------- |
| православні    | 5025           | 99,3%    |
| п'ятдесятники  | 27             | 0,5%     |
| римо-католики  | 4              | 0,1%     |
| адвентисти     | 4              | 0,1%     |
| греко-католики | 1              | < 0,1%   |